# Batterie Dietl
Batterie Dietl var et kystfort bygget af tyskerne under 2. Verdenskrig, i Bø på Engeløya i Steigen kommune i Nordland. Anlægget blev påbegyndt sommeren 1942. Allerede i august 1943 var to af kanonerne operative, og fra januar 1944 kom den sidste på plads. Imidlertid udbyggede man anlægget helt frem til krigens ophør. Engeløya var før krigen en afsides, vejløs bygd uden strøm eller vejnet. Under krigen blev der bygget kajanlæg og vej til kystfortet for de enormt tunge kanoner. Civilbefolkningen i Bø blev sommeren 1943 tvangsevakueret med 3 dages forvarsel. 

## Fortet og dets kanoner
Fortet var Nordeuropas største og dyreste befæstning under krigen, beboet af omkring 10.000 tyske soldater og russiske krigsfanger. Fortet voksede til at blive en af Nordnorges største byer, udstyret med biograf, sygehus, kaserner, kantiner og bordeller, hvortil kvinder var hentet fra Tyskland og Polen. På hele egnen blev der anlagt radaranlæg, vejrstationer og kommandocentraler fyldt af nyudviklet teknologi. Bunkerne går flere etager ned i jorden. 
Hovedarmeringen var 3 stk. 40,6 cm SK C/34 kanoner, hvor SK står for Schnelladekanone (= hurtigladekanon). Der skulle oprindelig have været 4 kanoner, men ét kanonrør blev tabt i havet under transporten til Norge. Batteriet dækkede indsejlingen til Vestfjorden og dermed den sydlige adgang til Narvik. Et tilsvarende batteri med 4 kanoner, Batteri Theo, blev bygget i Trondenes på Hinnøya og dækkede den nordlige adgang til Narvik.
Batterie Dietl var en del af Atlanterhavsvolden. Kanonerne blev kaldt "Adolfkanoner", oprindeligt tiltænkt enorme krigsskibe, der imidlertid aldrig blev bygget. I stedet blev "Adolfkanonerne" fordelt på den polske kyst, ved Kanalkysten og på Trondenes. Tre kanoner blev sat op på Batterie Dietl. De blev omsmeltet efter krigen, men ellers er anlægget urørt. Kanonløbet i "Adolfkanonerne" var stort nok til at rumme en voksen mand. De op til 1 ton tunge granater havde en rækkevidde på 56 kilometer. Kanonerne kunne affyre indtil én granat i minuttet.  Det er påstået, at "Adolfkanonerne" var verdens største, men kanonen "Dora" var dobbelt så svær med et kaliber på hele 80 cm, og skød granater, der vejede omkring 4 tons, da tyskerne satte hende ind ved slaget om Sevastopol. 

## Krigsfangerne
1.700 krigsfanger fra Sovjetunionen, samt nogle hundre tvangsarbejdere fra Norge og andre europæiske lande byggede Batterie Dietl. Dødeligheden blandt russerne var meget høj, med mere end 500 omkomne, de fleste den første vinter. Efterhånden fik de bedre kår, hvorefter dødeligheden sank radikalt. Nordmænd tog også betalt arbejde på Batterie Dietl.   

## Efter krigen
Batteriet blev efter krigen overtaget af det norske kystartilleri, men har ikke været benyttet operativt af norsk forsvar. I 1956 blev batteriet nedlagt og kanonerne skrottet. Der er nu indrettet et museum i én af kanonbunkerne. Batterie Dietl hørte under marinen, så soldaterne sov i hængekøjer. De tilhørende kroge hænger der endnu, med soldaternes efternavn skrevet med gotisk skrift. 

## Ekstern henvisning
- Batterie Dietl,  Salten museum, hjemmeside Arkiveret 19. september 2010 hos  Wayback Machine
- Kanonbatterie Dietl på Engeløya

67°58′22″N 14°59′23″Ø / 67.9728°N 14.98962°Ø